# Condado de Atchison (Misuri)
El condado de Atchison (en inglés: Atchison County), fundado en 1845, es uno de 115 condados del estado estadounidense de Misuri. En el año 2000, el condado tenía una población de 6,430 habitantes y una densidad poblacional de 5 personas por km². La sede del condado es Rock Port.

## Geografía
Según la Oficina del Censo, el condado tiene un área total de 1418 km² (547,5 mi²), de la cual 1411 km² (544,8 mi²) es tierra y 7 km² (2,7 mi²) (0.48%) es agua.

### Condados adyacentes
- Condado de Fremont (Iowa) (norte)
- Condado de Page (Iowa) (noreste)
- Condado de Nodaway (este)
- Condado de Holt (sur)
- Condado de Richardson (Nebraska) (suroeste)
- Condado de Nemaha (Nebraska) (oeste)
- Condado de Otoe (Nebraska) (noroeste)

## Demografía
Según la Oficina del Censo en 2000, los ingresos medios por hogar en el condado eran de $30,959, y los ingresos medios por familia eran $38,279. Los hombres tenían unos ingresos medios de $27,468 frente a los $18,855 para las mujeres. La renta per cápita para el condado era de $16,956. Alrededor del 11.60% de la población estaban por debajo del umbral de pobreza.

## Localidades
- Fairfax (645)
- Rock Port (1 395)
- Tarkio (1 935)
- Westboro (163)

### Villas
- Watson (121)

### Pueblos no incorporados
- Langdon

### Municipios
El condado de Atchison está dividido en once municipios:
| - Benton - Buchanan - Clark - Clay | - Colfax - Dale - Lincoln - Nishnabotna | - Polk - Tarkio - Templeton |